# Devil May Cry 4
Devil May Cry 4 – gra komputerowa z gatunku hack and slash z elementami gry fabularnej. Została stworzona i wydana przez Capcom. Polskim wydawcą jest CD Projekt. Premiera w Japonii miała miejsce 31 stycznia 2008 roku na konsole Xbox 360 i PlayStation 3, a na komputerach osobistych 11 lipca 2008 roku. W grze pojawia się nowy główny bohater, Nero. W czasie gry gracz przejmuje kontrolę też nad Dantem, który przez pierwsze etapy jest przedstawiany jako czarny charakter. Większość gry polega na eksplorowaniu świata, rozwiązywaniu zagadek i zabijaniu wrogów. Gra jest podzielona na misje. Walutę, za którą kupujemy przedmioty stanowią Czerwone Kule (Red Orbs), natomiast umiejętności gracz nabywa dzięki Dumnym Duszom (Proud Souls).

## Fabuła
Fabuła opowiada o młodym członku Zakonu Świętych Rycerzy – Nero, który na ogół dostaje zadania, których nie chce podjąć się nikt inny. Nero słynny jest z trudnego charakteru i porywczości, co często uwidacznia się w grze. Ma słabość do Kyrie. Dziewczyna odwzajemnia jego uczucia ze zdwojoną siłą. Dante – legendarny łowca demonów – nazywa go pogardliwie "Kid", czyli "dzieciak", co zostało przetłumaczone jako "mały".
Gra zaczyna się w dniu Festiwalu Miecza. Twierdzę nawiedza potężny wojownik Dante, który zabija mistrza Zakonu. Morduje także próbujących go zatrzymać wojowników. Brat Kyrie – Credo (zarazem generał zakonu) nakazuje Nero by powstrzymał zamachowca na czas przybycia wsparcia. Dante i Nero toczą zaciekłą walkę, która stanowi wprowadzenie do właściwej rozgrywki i pozwala graczowi zapoznać się ze sterowaniem postacią. Podczas opuszczania zawalającego się po walce budynku, miasto atakują demony. Nero dostaje zadanie odszukania Dante. Po pokonaniu demonów w mieście Nero trafia do opuszczonego miasteczka górniczego, gdzie spotyka wielkiego ognistego demona Beriala i pokonuje go. Po walce trafia do lodowej Twierdzy Fortuna. W trakcie wędrówki spotyka wojowniczkę Zakonu Glorię. W twierdzy odnajduje sztuczną duszę – Anima Mercury i przy jej udziale aktywuje pradawne "Ostrza Gyro". Z ich pomocą rozbija wielki obraz Jego Świętobliwości. Znajduje za nim ukryty tunel prowadzący do podziemnej części twierdzy. Okazuje się, że rezyduje tam szalony naukowiec – Agnus, który na życzenie Jego Świętobliwości zmienia członków zakonu w demony i hoduje własne za sprawą Yamato (katany brata Dante). Głównym celem jest ożywienie gigantycznego posągu i stworzenie Superdemona – "Zbawcy". W czasie walki z Kapłanem Nero zostaje wchłonięty przez Zbawcę, próbując ratować Kyrie. Dante musi wrócić tą samą drogą, którą przybył Nero, by zniszczyć demona. Po walce ze Zbawcą bohaterowi udaje się uwolnić Nero, który rusza na spotkanie z Sanktusem przemienionym w demona. Po długim pojedynku Nero zabija Sanktusa cięciem Yamato oraz uwalnia Kyrie. Po wyjściu bohatera z posągu okazuje się, że ożył on ponownie po wchłonięciu ciała Sanktusa. Sytuacje ratuje Nero, który używając ramienia diabła miażdży posągowi głowę. Po pokonaniu bossa, oboje głównych bohaterów spotyka się na głównym placu, gdzie zaczynała się gra.